# Madeleine Herr
Pour les articles homonymes, voir Herr.
Madeleine Herr (née le 8 avril 1916 à Grosrouvre et morte le 26 mars 1952 à Suresnes) est une enseignante française.
Elle est, avec Geneviève Bass, la dernière des 41 jeunes femmes ayant intégré l'École normale supérieure avant que le concours ne soit interdit aux femmes. Souffrant de tuberculose tout au long de sa vie, elle meurt à 35 ans en n'ayant enseigné que quelques années.

## Biographie

### Famille et formation
Deuxième des trois enfants de l'intellectuel Lucien Herr, Madeleine souffre tôt de la tuberculose, ce qui la conduit notamment à préparer le baccalauréat durant un séjour de quatre ans au sanatorium de Leysin, en Suisse. Après un premier échec en 1938, elle réussit en 1939 le concours littéraire de l'École normale supérieure, dont son père Lucien avait été bibliothécaire de 1888 à 1926, et que son frère Michel avait intégré l'année précédente. L'année suivante, le concours est interdit aux femmes au prétexte qu'elles disposaient déjà d'une ENS dédiée, laquelle offrait pourtant des opportunités de carrière moindres ; Herr est ainsi avec sa camarade de promotion Geneviève Bass la dernière normalienne d'Ulm avant l'instauration officielle de la mixité au milieu des années 1980.
Bien qu'elle entre à l'ENS au déclenchement de la guerre, Herr parvient durant trois ans à suivre une scolarité à peu près normale, contrairement à son frère mobilisé en mars 1940 qui rejoint les Chantiers de la jeunesse française en janvier 1941 puis les Francs-tireurs et partisans fin 1942. Durant sa scolarité, elle est notamment « très proche » de François Cuzin. En 1942, toujours perturbée par ses problèmes de santé, elle échoue à l'agrégation de lettres. Le directeur de l'école Jérôme Carcopino, historien vichyste qui réprouvait la mixité et désirait se débarrasser au plus vite des dernières femmes présentes à l'ENS, refuse qu'elle s'inscrive en quatrième année afin de repasser le concours, contrairement à l'usage,. Carcopino la prive également comme ses anciennes camarades du titre d'ancienne élève de l'ENS. L'intercession de Jean Bayet permet cependant à Herr de recevoir une bourse d'agrégation et elle est reçue en 1943 onzième à l'agrégation féminine de lettres. En 1944, elle est arrêtée au café Au vieux Paris en compagnie de Pierre Grappin, Pierre Courtade, Annie Hervé, Pierre Kaufmann, Thierry Maulnier, et placée quelques jours en détention.

### Carrière d'enseignante
Nommée au lycée de jeunes filles de Rouen, elle y enseigne les lettres, doublant cette activité d'une collaboration au journal local L'Avenir normand après la Libération. En 1946, la maladie la contraint à demander un congé ; elle enseigne à nouveau six mois en 1950 mais doit ensuite se contenter de travailler pour le Centre national d'enseignement par correspondance. Elle meurt brutalement en mars 1952.